# Fremra-Sandfell
Fremra-Sandfell är ett berg i republiken Island. Det ligger i regionen Suðurland, 130 km nordost om huvudstaden Reykjavík. Toppen på Fremra-Sandfell är 907 meter över havet, eller 227 meter över den omgivande terrängen. Bredden vid basen är 2,3 km.
Trakten runt Fremra-Sandfell är nära nog obefolkad, med mindre än två invånare per kvadratkilometer. Det finns inga samhällen i närheten. Trakten runt Fremra-Sandfell består i huvudsak av gräsmarker.